# Gand-Wevelgem 2011
La Gand-Wevelgem 2011, settantatreesima edizione della corsa, si è disputata il 27 marzo 2011 per un percorso totale di 204,5 km. È stata vinta dal belga Tom Boonen, che ha concluso in 4h35'00".

## Percorso
Come per le edizioni precedenti, il percorso è stato prevalentemente pianeggiante, con diverse salite e settori in pavé tra il 130 e 170 km.

## Squadre e corridori partecipanti
All'evento sono state invitate venticinque squadre ciclistiche. Oltre alla presenza obbligatoria degli UCI ProTeam, sono state invitate cinque UCI Professional Continental Team, Landbouwkrediet, Topsport Vlaanderen-Mercator, Veranda's Willems-Accent, Cofidis, FDJ, Skil-Shimano ed Europcar.
| N.      | Cod. | Squadra                |
| ------- | ---- | ---------------------- |
| 1-8     | THR  | HTC-Highroad           |
| 11-18   | GRM  | Team Garmin-Cervélo    |
| 21-28   | VCD  | Vacansoleil-DCM        |
| 31-38   | QST  | Quickstep Cycling Team |
| 41-48   | OLO  | Omega Pharma-Lotto     |
| 51-58   | BMC  | BMC Racing Team        |
| 61-68   | LEO  | Team Leopard-Trek      |
| 71-78   | RAB  | Rabobank Cycling Team  |
| 81-88   | SBS  | Saxo Bank-Sungard      |
| 91-98   | SKY  | Sky Procycling         |
| 101-108 | RSH  | Team RadioShack        |
| 111-118 | AST  | Pro Team Astana        |
| 121-128 | LIQ  | Liquigas-Cannondale    |

| N.      | Cod. | Squadra                      |
| ------- | ---- | ---------------------------- |
| 131-138 | KAT  | Katusha Team                 |
| 141-148 | ALM  | AG2R La Mondiale             |
| 151-158 | LAM  | Lampre-ISD                   |
| 161-168 | MOV  | Movistar Team                |
| 171-178 | EUS  | Euskaltel-Euskadi            |
| 181-188 | LAN  | Landbouwkrediet              |
| 191-198 | TPV  | Topsport Vlaanderen-Mercator |
| 201-208 | VRW  | Veranda's Willems-Accent     |
| 211-218 | COF  | Cofidis                      |
| 221-228 | FDJ  | FDJ                          |
| 231-238 | SKS  | Skil-Shimano                 |
| 241-248 | EUC  | Team Europcar                |

## Ordine d'arrivo (Top 10)
| Pos. | Corridore        | Squadra      | Tempo    |
| ---- | ---------------- | ------------ | -------- |
| 1    | Tom Boonen       | Quickstep    | 4h35'00" |
| 2    | Daniele Bennati  | Leopard      | s.t.     |
| 3    | Tyler Farrar     | Garmin       | s.t.     |
| 4    | André Greipel    | Omega Pharma | s.t.     |
| 5    | Lloyd Mondory    | AG2R         | s.t.     |
| 6    | Mitchell Docker  | Skil         | s.t.     |
| 7    | Bernhard Eisel   | HTC-Highroad | s.t.     |
| 8    | Kristof Goddaert | AG2R         | s.t.     |
| 9    | Lars Boom        | Rabobank     | s.t.     |
| 10   | Baden Cooke      | Saxo Bank    | s.t.     |

## Punteggi UCI
| Pos. | Corridore        | Squadra      | Punti |
| ---- | ---------------- | ------------ | ----- |
| 1    | Tom Boonen       | Quickstep    | 80    |
| 2    | Daniele Bennati  | Leopard      | 60    |
| 3    | Tyler Farrar     | Garmin       | 50    |
| 4    | André Greipel    | Omega Pharma | 40    |
| 5    | Lloyd Mondory    | AG2R         | 30    |
| 6    | Bernhard Eisel   | HTC-Highroad | 14    |
| 7    | Kristof Goddaert | AG2R         | 10    |
| 8    | Lars Boom        | Rabobank     | 6     |
| 9    | Baden Cooke      | Saxo Bank    | 2     |

| Pos. | Squadra                | Punti |
| ---- | ---------------------- | ----- |
| 1    | Quickstep Cycling Team | 80    |
| 2    | Team Leopard-Trek      | 60    |
| 3    | Team Garmin-Cervélo    | 50    |
| 4    | Omega Pharma-Lotto     | 40    |
| 5    | AG2R La Mondiale       | 40    |
| 6    | HTC-Highroad           | 14    |
| 7    | Rabobank Cycling Team  | 6     |
| 8    | Saxo Bank-Sungard      | 2     |

| Pos. | Nazione     | Punti |
| ---- | ----------- | ----- |
| 1    | Belgio      | 90    |
| 2    | Italia      | 60    |
| 3    | Stati Uniti | 50    |
| 4    | Germania    | 40    |
| 5    | Francia     | 30    |
| 6    | Austria     | 30    |
| 7    | Paesi Bassi | 6     |
| 8    | Australia   | 2     |